# 폰테코르보
폰테코르보(이탈리아어: Pontecorvo)는 이탈리아 라치오주 프로시노네도에 위치한 코무네다.

## 역사
마을은 접근하기 어려운 기슭에 자리잡은 중세 요새인 로카 굴리엘마(Rocca Guglielma) 아래에 자리잡고 있다. 그 이름은 중세 시대에 교두보 주변에서 성장했던 마을 중심부의 리리 강을 가로지르는 모습을 아직도 볼 수 있는 "곡선 다리"라는 뜻의 폰스 커브스(pons curvus)에서 유래되었다. 다리의 곡선은 홍수 동안 교각에 부딪칠 수 있는 목재의 방향을 전환하기 위한 것이었다. "검은 수도사"를 상징하는 "까마귀"인 코르보(corvo)의 민속 어원은 몬테 카시노(Monte Cassino) 수도원의 베네딕토회이며, 그 세속 영토 내에 있는 테라 상티 베네딕티(Terra Sancti Benedicti, 폰테코르보)는 이 도시의 현대적인 문장(구부러진 다리 위에 있는 까마귀를 상징하는 팔 모양)에 표시되어 있다.